# Терёхин, Олег Иванович
Олег Иванович Терёхин (12 августа 1970, Энгельс, Саратовская область, РСФСР, СССР) — советский и российский футболист, нападающий, тренер.

## Карьера

### Игровая
Воспитанник спортивного клуба «Мотор» города Энгельса. Из детской команды перешёл в местную «Искру», но тренеры поставили его в полузащиту, а Олег хотел быть нападающим. Ради этого он уехал на Украину в Мариуполь, но затем перешёл в саратовский «Сокол», за который сыграл в 5 сезонах (1990—1994), в январе 1994 года в составе московского «Спартака» провел 2 матча (забил 1 гол) на Кубке чемпионов Содружества, в ноябре 1994 года играл за «Сокол» против «Спартака» в матче 1/8 финала Кубка России, в проигранном со счётом 3:4 матче отличился двумя забитыми мячами. После этого матча им интересовались помимо «Спартака» также «Динамо», «Торпедо» и австрийская «Аустрия».
Терёхин выбрал «Динамо», где тренером был Константин Иванович Бесков. Авторитет последнего для Терёхина оказался решающим фактором при выборе клуба. При этом в 1994 году Терёхин был дисквалифицирован на полгода за то, что подавал заявления в 8 разных команд. В «Динамо» провел 5 сезонов (1995—1999), самых результативных в высшей лиге во всей карьере. Но в надежде сыграть в Лиге чемпионов Олег перешёл в московский «Локомотив». Однако вписаться в уже сложившийся коллектив ему не удалось и он ушёл в «Кубань», выступавшую в первой лиге, снова выбрав тренера — на этот раз им стал Олег Долматов.
23 сентября 1998 года Олег Терёхин провёл единственную игру за сборную России против Испании, заменив на 60-й минуте Владимира Бесчастных (Россия проиграла 0:1).
Перейдя в 2002 году в «Черноморец» Новороссийск, выйдя вместе с ним в премьер-лигу, Терёхин перешёл в грозненский клуб «Терек» и ещё раз повторил путь в высшую лигу, однако «Тереку» удержаться в высшем дивизионе не удалось.
Всего провел во 2-й лиге чемпионатов СССР 40 игр, забил 15 мячей, в высшей лиге чемпионатов России — 208 игр, 84 гола, в 1-й лиге чемпионатов России — 212 игр, 104 гола, во 2-м дивизионе чемпионатов России — 4 игры, 3 гола, в 3-й лиге чемпионатов России — 1 игру.
Профессиональную игровую карьеру завершил в 2007 году, затем выступал за любительский клуб «Ставрос» Витязево в чемпионате Краснодарского края.

### Тренерская
С мая 2007 года работал в краснодарской «Кубани» в должности тренера-селекционера. 5 июля 2011 года занял аналогичную должность в грозненском «Тереке». 9 декабря 2011 года был назначен старшим тренером молодёжного состава «Терека». С 14 июня 2012 года по 8 апреля 2015 года являлся старшим тренером саратовского «Сокола». В 2017 году приступил к работе руководителем программы развития молодёжного футбола футбольного клуба «Афипс», после расформирования клуба стал возглавлять Центр подготовки юных футболистов в Афипском. В 2021 году возглавляет центр подготовки футболистов «Кубани».
13 октября 2023 года был внесён в заявку клуба «Кубань Холдинг» в качестве главного тренера команды.

## Достижения
- Серебряный призёр чемпионата России: 2000
- Бронзовый призёр чемпионата России: 1997
- Обладатель Кубка России: 2000, 2001, 2004
- Победитель первого дивизиона первенства России 2004.
- Победитель чемпионата Краснодарского края (ЛФЛ) 2005.
- Лучший бомбардир московского «Динамо» в чемпионатах России (67 голов)
- В списках 33-х лучших футболистов чемпионата России (3): № 1 (1997, 1998), № 3 (1999)
- Член «Клуба 100» российских бомбардиров
- Член клуба Григория Федотова
- 30 мячей, забитые им в «Соколе» за сезон, до сих пор являются рекордом клуба.

## Статистика выступлений
| Год     | Клуб           | Игр | Голов |
| ------- | -------------- | --- | ----- |
| 1989    | Новатор        | ??  | ??    |
| 1990    | Сокол          | 2   | 0     |
| 1991    | Сокол          | 38  | 15    |
| 1992    | Сокол          | 33  | 27    |
| 1993    | Сокол          | 37  | 29    |
| 1994    | Сокол          | 19  | 9     |
| 1995    | Динамо         | 26  | 11    |
| 1996    | Динамо         | 32  | 13    |
| 1997    | Динамо         | 33  | 17    |
| 1998    | Динамо         | 27  | 12    |
| 1999    | Динамо         | 28  | 14    |
| 2000    | Локомотив      | 21  | 8     |
| 2001    | Кубань         | 32  | 15    |
| 2002    | Кубань         | 14  | 3     |
| 2002    | Черноморец     | 14  | 6     |
| 2003    | Черноморец     | 28  | 7     |
| 2004    | Терек          | 29  | 4     |
| 2005    | Терек          | 13  | 2     |
| 2006    | Салют-Энергия  | 34  | 11    |
| Сборные |                |     |       |
| 1998    | Сборная России | 1   | 0     |